# I Know There’s Something Going On
I Know There’s Something Going On – piosenka rockowa Fridy, wydana w 1982 roku jako singel promujący album Something's Going On.

## Powstanie i treść
Po rozpadzie zespołu ABBA członkini zespołu, Anni-Frid Lyngstad, rozpoczęła karierę solową, twierdząc przy tym, że jej styl muzyczny może stać się bardziej niezależny. Owocem był pierwszy solowy album anglojęzyczny pt. Something's Going On, z którego pochodzi „I Know There’s Something Going On”. Piosenka została napisana przez Russa Ballarda, wokalistę zespołu Argent. Producentem był Phil Collins, który ponadto zagrał w niej na perkusji. Utwór nagrano w Polar Studios w Sztokholmie.
W piosence podmiot liryczny zorientowała się, że jej partner ją zdradza i przeczuwa, że wkrótce ją opuści.

## Odbiór
Był to jedyny singel Fridy, który stał się hitem. Utwór zajął pierwsze miejsce na listach w Belgii i Szwajcarii, znajdował się także w czołówce list innych krajów europejskich. Zajął także trzynaste miejsce na liście Hot 100.
| Lista             | Pozycja | Źródło |
| ----------------- | ------- | ------ |
| Austria           | 3       | [ 2 ]  |
| Belgia (Flandria) | 1       | [ 2 ]  |
| Francja           | 4       | [ 3 ]  |
| Holandia          | 3       | [ 2 ]  |
| Irlandia          | 23      | [ 4 ]  |
| Kanada            | 30      | [ 5 ]  |
| Niemcy            | 5       | [ 2 ]  |
| Norwegia          | 3       | [ 2 ]  |
| Polska            | 3       | [ 6 ]  |
| Południowa Afryka | 5       | [ 7 ]  |
| Stany Zjednoczone | 13      | [ 1 ]  |
| Szwajcaria        | 1       | [ 2 ]  |
| Szwecja           | 3       | [ 2 ]  |
| Wielka Brytania   | 43      | [ 1 ]  |

## Wykorzystanie i covery
Utwór był kilkakrotnie coverowany, m.in. przez takich wykonawców, jak Luxxury, Sleepthief czy Jørn Lande. Sample piosenki wykorzystali m.in. Salt-n-Pepa („I Gotcha”), Bomfunk MC’s („(Crack It) Something Going On”) i k-os („Eye Know Something”).